# Assistência Médica Internacional
Assistência Médica Internacional (AMI) é uma organização não governamental (ONG) portuguesa.
Fundada em 1984 pelo médico-cirurgião Fernando Nobre, a AMI foi criada para intervir em situações de crise humanitária em nível mundial. Apesar das "missões" serem a sua faceta mais conhecida, em 1995 a organização inicia um projecto de apoio social a sem abrigo e famílias carenciadas em território português: a "Porta Amiga".

## Porta Amiga
A AMI possui nove centros de ajuda em Portugal, a quem recorreram mais de 12 300 pessoas em 2010, um aumento de 25% desde o ano anterior.

## Actualidade
O presidente da AMI é Fernando Nobre e a mulher é secretária-geral. É uma organização humanitária destinada a intervir rapidamente em situações de crise e emergência e a combater o subdesenvolvimento, a fome, a pobreza, a exclusão social e as sequelas de guerra.
Em 2010 o presidente e a secretária-geral auferiram o vencimento bruto de 73.170 euros anuais, o que a dividir por 12 meses faz 6097.50 euros mensais.
Em 2010, foi revelada a ocupação de cargos dirigentes da Assistência Médica Internacional por parte de familiares de Fernando Nobre, então presidente e diretor-geral da AMI, a saber: a irmã, Leonor Nobre, era vice-presidente e diretora-geral adjunta, a mulher, Luísa Nemésio, era secretária-geral e diretora-geral-adjunta; os irmãos, Carlos e José Luís Nobre, eram vogais do conselho de administração. Em resposta, Fernando Nobre defendeu que os seus familiares eram apenas «uma dezena» em 200 colaboradores fixos e que lamentava que os pais não tivessem tido 50 filhos, o que teria contribuído ainda mais para o sucesso da AMI.
Foi revelado que, enquanto presidente da AMI, entidade cujo orçamento provinha em 20% de financiamento estatal, recebia um salário de cinco mil euros mensais. Fernando Nobre defendeu que, numa clínica privada, bastaria operar «duas próstatas por mês» para ganhar esse valor, recusando que o cargo fosse «um grande tacho».
Em 2023, foi revelado que a AMI, por sua via da sua elevada liquidez financeira e apesar de ter 30% das suas receitas provenientes do Estado e de entidades da Administração Pública, adquiriu diversas propriedades, como um prédio na Baixa de Lisboa e herdades no Alentejo, nomeadamente o Monte do Peral, em Évora. A AMI faturou em 2022 560 mil euros na exploração de hostels.